# Adelfio di Panuf
Adelfio (Panuf, IV secolo – IV secolo) è stato un vescovo egiziano.
Vescovo di Panuf (Onuphis), osteggiò l'arianesimo e fu esiliato da Costanzo II nella Tebaide. È venerato come santo dalla Chiesa cattolica.
Sant'Adelfio è ricordato nel Sinassario della Chiesa greco-ortodossa alla data del 21 maggio.